# カレリアの国章

カレリア共和国の国章

カレリアの国章（カレリアのこくしょう）は、三色の国旗を背景に金の星、松ともみの木、そして黒熊を配置したもので、1920年から使われている。現在のカレリア共和国の国章は、1993年に憲法第13条で決められたものである。

## 歴史
- 1920年3月

フィンランド人芸術家Gallen-Kallelaの図案を、カレリア暫定政府が国章として制定した。その後小変更を繰り返しながらソビエト連邦崩壊まで存続した。
- - 星＝北極星。
  - 熊＝森の王。カレリアでは、熊は力、武器の象徴として古くから崇拝されていた。
  - 色彩＝赤：血と喜び、緑：森と自然、黒：大地（忍耐と深い悲しみを意味）を象徴

※現在の国章にはない壊れた足枷が熊に嵌っており、ロシアからの独立と解放を象徴していた。
- 1991年11月

ロシア連邦カレリア共和国が発足、新しい国章制定について作業開始。ロシアからは国章に武器の象徴は入れないように求められた。
- 1993年9月28日

現在の国章がロシア最高会議で承認される。元々、熊は武器の象徴であったが、解釈を民族の象徴に変更して承認された。
- - 金色の星＝永遠、道標、幸福と繁栄の象徴。カレリアの伝統的紋章のひとつ。
  - 黒色の熊＝カレリア在住民族を象徴。
  - 三色の国旗＝緑：自然、植物（富、幸福への望みと信念を象徴）、青：湖と川（偉大さと美を象徴）、赤：人々の力と勇気、カレリアの伝統的な刺繍の色。
  - もみの木（左側）、松（右側）＝カレリアの森の60%が松、30%がもみの木で構成される。カレリアの伝統的な刺繍模様のひとつ。
  - 金色＝リーダーシップ、偉大さ、富を象徴。